# Pastacresciute
Las pastacresciute (pastacrisciùte en napolitano) son un producto de friggitoria (freiduría) típico de la cocina napolitana.

## Descripción
Se trata de buñuelos de forma esférica irregular, hechos de harina, agua y levadura natural. Se fríen en abundante aceite hirviendo.
En una variante muy apreciada y servida como antipasto en los restaurantes, se añaden trozos de algas a la masa; también se pueden añadir anchoas saladas o alevines. Los scugnizielli son otra variante, siendo también servidos como antipasto: se preparan con tomates cortados en trozos o salsa de tomate, aceite extra virgen de oliva, sal y pimienta.